# Apela acutidivisa
Apela acutidivisa är en fjärilsart som beskrevs av Rothschild 1917. Apela acutidivisa ingår i släktet Apela och familjen tandspinnare. Inga underarter finns listade i Catalogue of Life.